# Ryszard Jaśkiewicz
Ryszard Jaśkiewicz (ur. 14 marca 1936 we Włocławku, zm. 25 października 2000) – polski działacz samorządowy i partyjny, w latach 1975–1978 prezydent Włocławka.

## Życiorys
Syn Antoniego i Leokadii. W 1963 wstąpił do Polskiej Zjednoczonej Partii Robotniczej. Od 1968 do 1970 pracował w Komitecie Miejskim PZPR we Włocławku, w 1975 został w tym komitecie członkiem egzekutywy. Pomiędzy 1973 a 1975 był dyrektorem Włocławskiej Fabryki Mebli we Włocławku. W latach 1975–1978 zajmował stanowisko prezydenta Włocławka. W 1978 został zastępcą członka Komitetu Wojewódzkiego PZPR w tym mieście. Pomiędzy 1986 a 1988 uczył w I Liceum Ogólnokształcącym im. Ziemi Kujawskiej we Włocławku.
Został pochowany na Cmentarzu Komunalnym we Włocławku.